# Oratorio di San Francesco (Bibbiena)
L'Oratorio di San Francesco è un luogo di culto cattolico di Bibbiena, situato nel centro storico, in via Berni.

## Storia

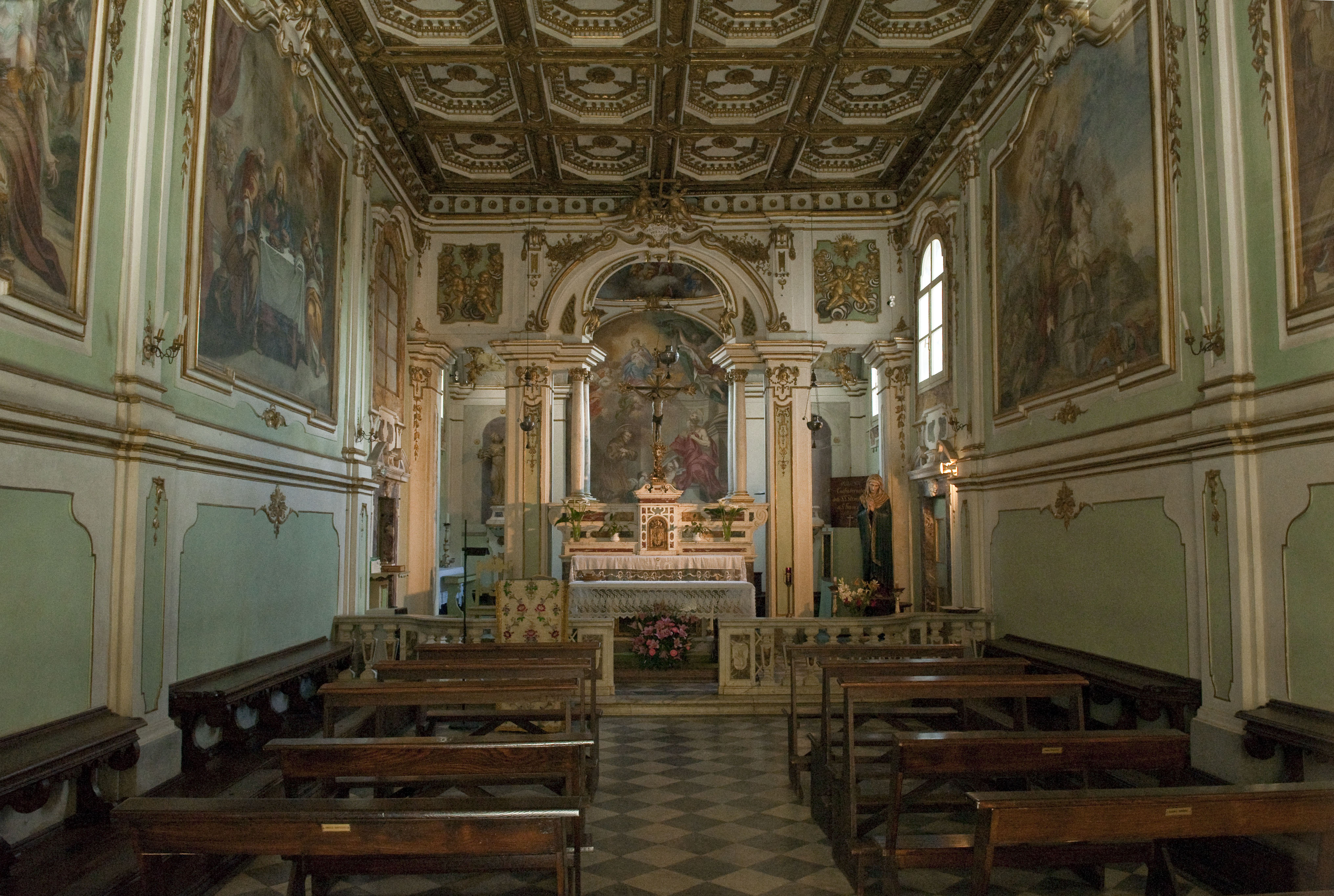
Oratorio di San Francesco, interno, veduta della navata.

Nel 1580 la locale Compagnia delle Sacre Stimmate decise di acquisire una casa di proprietà dei camaldolesi al fine di costruire un proprio oratorio da dedicarsi a san Francesco d'Assisi. La realizzazione dell'edificio, tuttavia, si prolungò per quasi due secoli, tanto che ancora nel 1650 la chiesa non era utilizzabile. La vera e propria costruzione dell'oratorio non ebbe inizio che nel 1736, mentre quasi subito si procedette alla contestuale realizzazione dell'apparato decorativo. Il soffitto e la cantoria, acquistata poco prima insieme all'organo, risultano completati già nel 1742. Nel 1755 si decide di rinnovare ed arricchire il precedente, più semplice, altare e di ornare l'oratorio con stucchi, commissionati al luganese Francesco Rusca, coadiuvato dai suoi familiari. Nel 1756 risultano completati gli stucchi dell'altare, mentre gli altri saranno completati nel 1770, mentre la loro doratura viene iniziata nel 1772 ad opera di un "Frate Bernardino da Siena". Nello stesso 1756 viene anche montata un'impalcatura per effettuare l'affresco della cupola, ma del suo autore Giuseppe Parenti, e degli altri affreschi si ha successivamente notizia solo nel 1770 quando in una visita pastorale si dice che il pittore sta affrescando il coro. L'esecuzione degli affreschi si protrasse almeno fino al 1773 quando il pittore riceve dei pagamenti per essi. L'oratorio dovrebbe essere stato completato nel 1782, anno della sua consacrazione, solo tre anni prima delle soppressioni leopoldine delle compagnie religiose che però, fortunatamente, non portarono alla sconsacrazione dell'oratorio, che fu affidato alla propositura. 
Successivamente l'oratorio fu completato all'esterno solo nel 1829, quando venne completata la facciata in stile neoclassico su progetto di Niccolò Matas.

## Descrizione

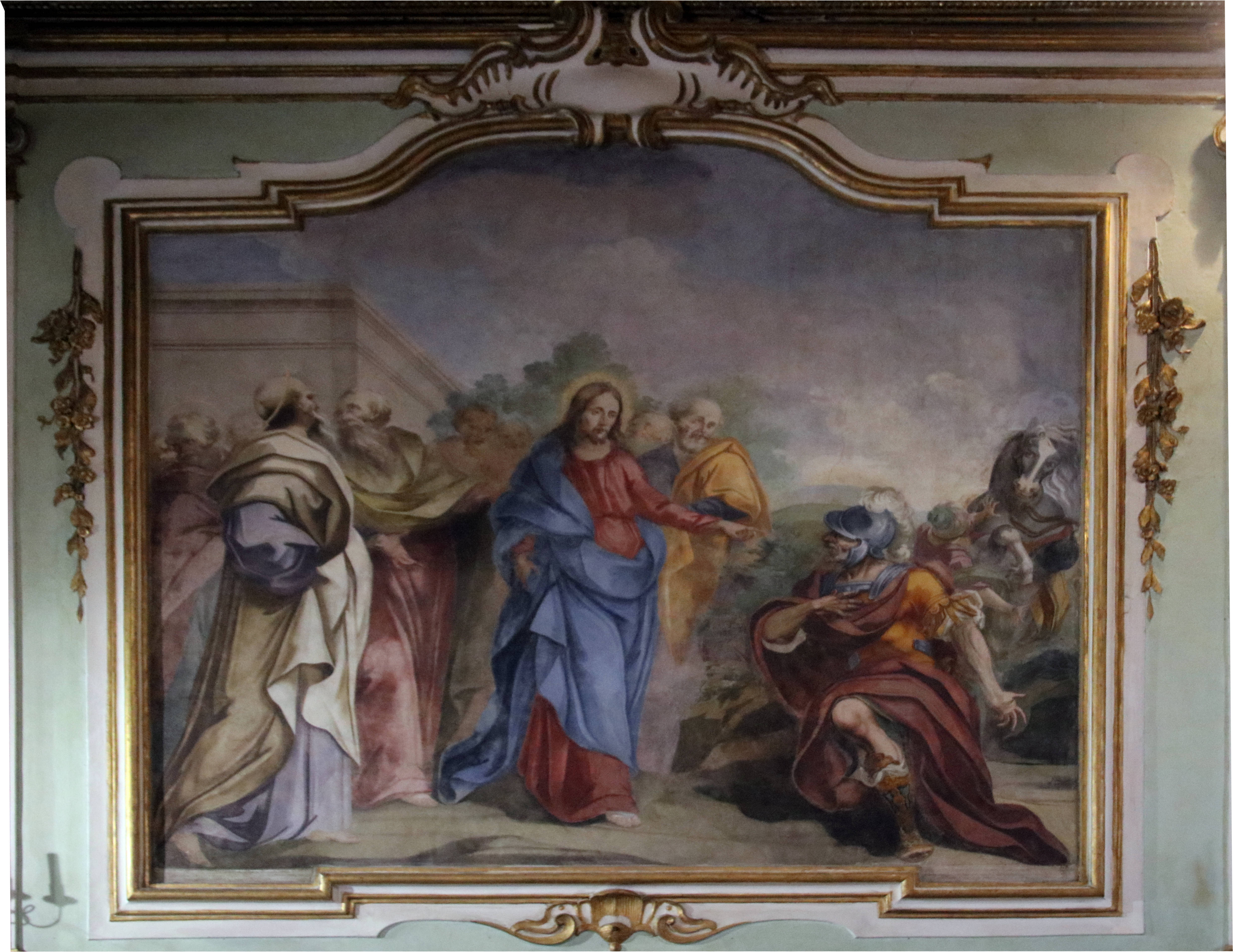
Giuseppe Parenti, affresco con L'incontro di Cristo con il centurione.

La facciata rigorosamente neoclassica mostra una fronte templare inscritta in un rettangolo, scandita da quattro semicolonne su alto basamento che reggono un architrave contenente un'iscrizione con la dedica al santo di Assisi e la data 1829 in numeri romani. Tra le due colonne centrali il portale e, ai lati di esse, sono nicchie rettangolari e al di sopra finestre termali. 

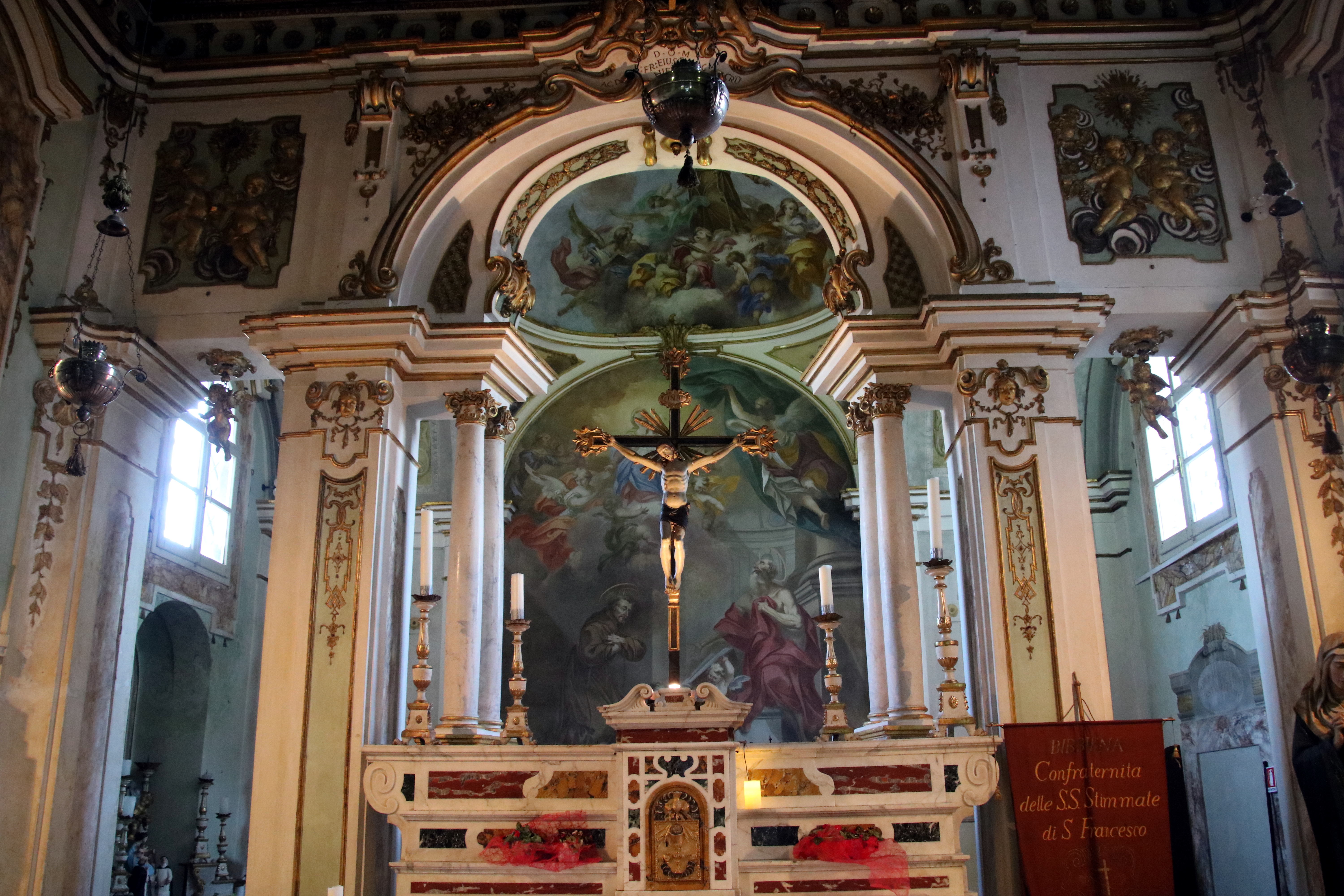
Oratorio di San Francesco, interno, veduta del coro.

L'interno è un raro esempio, non solo in Casentino, di stile rococò, realizzato secondo un gusto moderno, aggiornato e scenografico, che ha fatto pensare ad un consiglio o un suggerimento di Antonio Galli da Bibbiena per la città d'origine della sua famiglia, che proprio in quegli anni, era attivo nella trasformazione del teatro della Pergola di Firenze. I documenti che si sono ritrovati sulle vicende dell'oratorio non danno però credito a questa ipotesi, non trovandosi in essi alcuna menzione del Galli.
L'unica aula, coperta da un soffitto forse risalente al Seicento ma di aspetto ancora cinquecentesco, termina in una serliana di effetto teatrale, che fa pensare ad un boccascena, la quale introduce al piccolo coro, è ornato dalla decorazione in stucco dorato eseguita da Francesco Rusca tra 1755 e 1770, che consiste in motivi perlopiù fitomorfi ma comprende anche riquadri con angioletti. La doratura è realizzata seguendo sia la tecnica a missione, con un effetto satinato, sia quella guazzo, per effetti più brillanti, e talvolta le due tecniche sono mescolate per ottenere l'impressione di superfici diverse. Gli stucchi rappresentano anche il raccordo tra l'architettura e la sua decorazione dipinta: le pareti laterali della navata sono divise da modanature orizzontali in uno zoccolo sormontato da una fascia più alta e sono anche spartite verticalmente in tre settori da lesene. All'interno della fascia centrale più ampia di ogni parete sono due riquadri con cornici dorate mistilinee in stucco. All'interno di essi sono affreschi eseguiti con tutta probabilità contestualmente agli stucchi o progettati insieme ad essi, tra 1770 e 1773 circa da Giuseppe Parenti, allievo di Sebastiano Conca a Roma, e di Vincenzo Meucci a Firenze, autore anche di quelli nel coro e nella cupola. Essi raffigurano Storie dell'Antico Testamento alla parete laterale destra con Il Re Melchisedec offre pane e vino ad Abramo e Il Sacrificio di Isacco, e Storie del Nuovo Testamento in quella sinistra con L'incontro di Cristo con il centurione e la Cena di Emmaus. Entrambe le coppie di affreschi sono precedute da due figure a grisaille entrambe impreziosite da un dettaglio in rilievo realizzato in stucco: nel Mosè a destra le Tavole della Legge, nel San Giovanni Evangelista a sinistra l'aquila.  
L'altare maggiore marmoreo è sormontato da un Crocifisso ligneo dipinto di Antonfrancesco Bugiardini, fratello del pittore Giuliano, forse del secondo decennio del Cinquecento. Nella parete di fondo del coro è dipinto un affresco con San Francesco e San Girolamo in adorazione della Madonna in gloria sempre di Giuseppe Parenti come l'affresco nella cupola sopra di esso con la Gloria di San Francesco tra le tre virtù teologali e la Fortezza (che stranamente, invece, è una virtù cardinale).  

### Organo a canne
Sulla cantoria in controfacciata si trova un organo a canne settecentesco di scuola toscana, restaurato dalla ditta Fratelli Marin nel 2011. Lo strumento a trasmissione integralmente meccanica è racchiuso all'interno di una cassa lignea riccamente decorata, con mostra composta da canne di principale disposte in tre cuspidi. La consolle è a finestra e dispone di un'unica tastiera di 45 note con prima ottava scavezza e pedaliera a leggio scavezza di 8 note e pedale aggiuntivo per il Rollante, priva di registri propri e costantemente unita al manuale; i registri sono azionati da manette a scorrimento verticale poste alla destra della tastiera.